# 몽골말

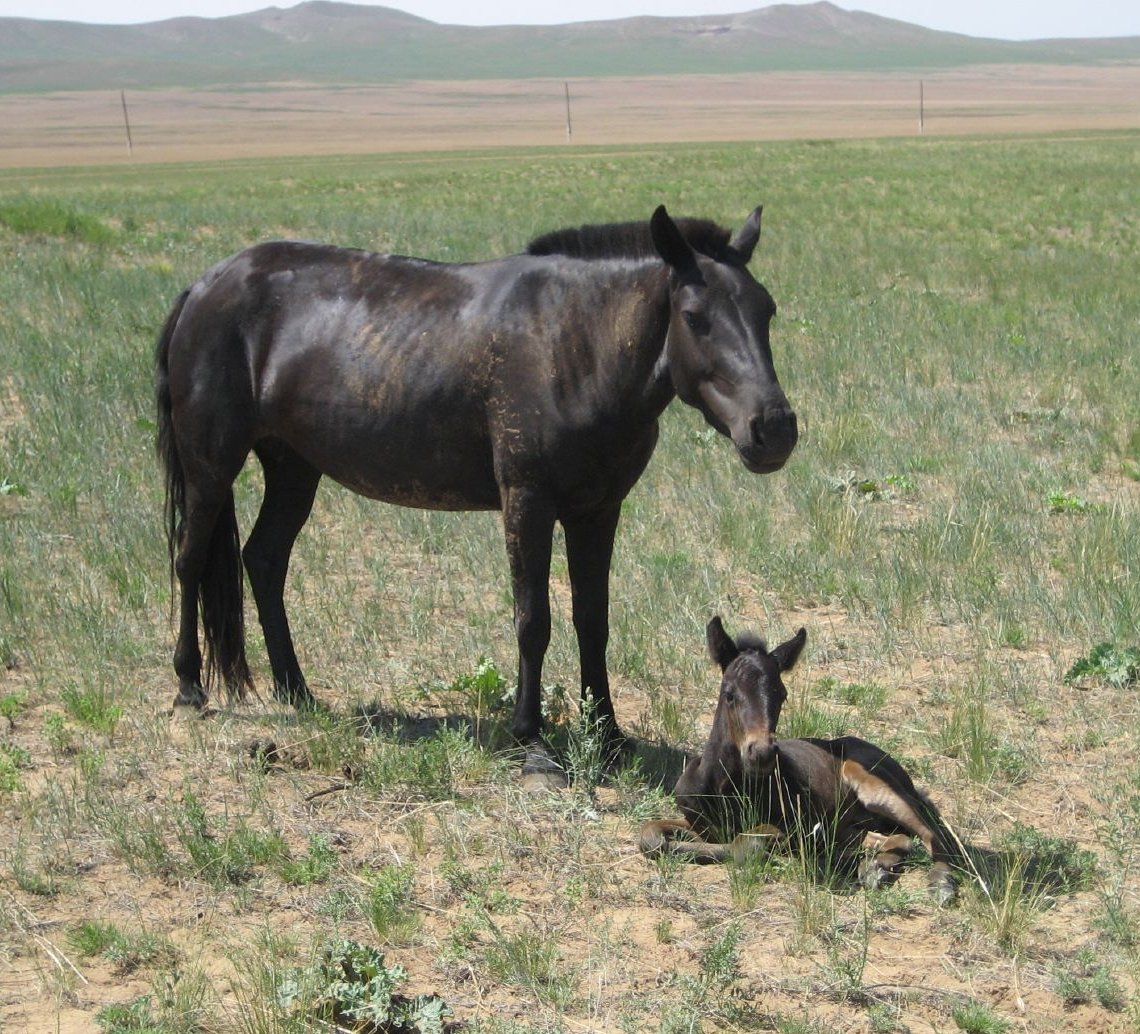

몽골말(蒙古馬, Mongolian)은 몽골을 포함한 중앙 아시아의 가축말 품종이다.
말의 야생 아종인 프르제발스키말의 후손일 것이라는 추측이 있었으나 2011년 유전자 분석을 통해 그렇지 않음이 밝혀졌다.
조랑말로 분류되며, 키는 120cm에서 140cm 정도로 비교적 작다. 몽골에 예로부터 전래되어 온 품종으로서 유목민(遊牧民)들에 의해 대량으로 사육되어 목축 관리 및 이동, 전령(傳令), 운송 수단 등으로 사용되었다. 말의 젖은 그대로 마시지 않고 아이라그로 가공한다. 털색은 푸른 것과 갈색, 검은 색이 많다. 털이 많으며 머리는 짧고 크다.
한국, 일본, 동남아시아에 널리 분포하여 각기 그 곳의 재래말이 되었다. 한국의 경우 현재 제주도 지역에 서식하는 제주마가 과거 고려 시대인 13세기 몽골이 가져와 퍼뜨린 말 품종의 후손으로 알려져 있다.

## 같이 보기
- 프르제발스키말
- 레클리스